# Ömer Zülfü Livaneli
Ömer Zülfü Livaneli (n. 20 iunie 1946 la Ilgın) este un autor de romane best-seller și totodată și unul dintre cei mai apreciați compozitori turci ai ultimelor decenii.

## Biografie
Ömer Zülfü Livaneli s-a născut în Ilgin, Turcia în anul 1946. După ce a fost ținut sub arest vreme de 3 luni a părăsit Turcia și s-a mutat în Suedia. După ce a locuit o vreme la Stockholm s-a mutat la Paris și apoi la Atena, după care s-a reîntors în Turcia în anul 1984.
Și-a început cariera ca editor. A deținut o editură în Ankara care i-a fost închisă în momentul arestării sale.

## Activitatea literară
Ömer Zülfü Livaneli și-a publicat în anul 1978 prima carte de povestiri. Cartea, care avea titlul Arafat’ta Bir Çocuk (Un copil în Purgatoriu), a fost tradusă în diverse limbi și pe baza lui s-au turnat filme la televiziuni din Suedia și Germania.
Romanul Engeregin Gözundeki Kamașma (Clipirea din ochii viperei) publicat sub formă de foileton în ziarul Milliyet a câștigat Premiul pentru Literatură Balcanică. Cartea, care a fost tradusă în numeroase limbi a intrat în lista best-seller-urilor din Spania, Grecia, Coreea de Sud și a fost primită cu laude în publicistica mondială.
Atât primul său roman Engereğin Gözü (Eunucul din Constantinopol), al doilea său roman intitulat Bir kedi, bir adam, bir ölüm (O pisică, un barbat, o moarte) , cât și o colecție de nuvele reunite sub numele Arafat’ta Bir Çocuk (Un copil în Purgatoriu) au fost publicate în perioada în care acesta locuia în străinătate.
Romanul Bir kedi, bir adam, bir ölüm (O pisică, un bărbat, o moarte) a câștigat premiul Romanul Yunus Nadi în anul 2001. Dreptul de publicare a fost cumpărat în numeroase țări, printre aceste edituri numărându-se și editura Edition Gallimard din Franța.
Mutluluk (Fericire), care este cea de-a patra operă a scriitorului, a ajuns la masele largi din Turcia și și-a câștigat supranumele de roman cult. Romanul, pentru care drepturile de autor au fost cumpărate în 14 țări, a fost publicat la editura Gallimard din Franța, iar în aprilie 2006 a fost aleasă cartea lunii în 2000 de librării din Franța. Mutluluk a fost premiat de catre cel mai mare lanț de librarii din lume , numit Barnes & Noble cu premiul acordat anual ce poartă numele Discover Great New Authors. De asemenea romanul avea să fie publicat mai târziu în Norvegia și Olanda.
În anul 2003 lui Livaneli i s-a publicat cartea cu titlul Diktatör Ile Palyaço (Discuții cu Gorbaciov despre Revoluție).
Prin eforturile depuse în domeniul artei și al culturii, datorită aportului pe care l-a avut în ceea ce privește pacea mondială, Zülfü Livaneli fost onorat cu titlul de ambasador UNESCO-Paris și a primit peste treizeci de premii naționale și internaționale. Dintre acestea menționăm Premiul Compozitorul Anului la San Remo, Marele Premiu al Uniunii Germane a Criticilor de Discuri, Premiul Edison în Olanda și Premiul Cel mai Bun Film la Festivalurile de Film de la Valencia și Montpellier, dar și două premii Portocala de Aur la Festivalul de Film de la Antalya.
Livaneli, cunoscut îndeosebi prin conferințele sale, urmărite cu atenție în universități precum Harvard sau Princeton, prin comunicatele sale la nivelul culturii mondiale de la cel mai înalt nivel, prin compozițiile sale muzicale, concertele, filmele și cărțile sale, a înregistrat record în acest sector, cu ocazia concertului susținut în luna mai a anului 1997 la Hipodromul din Ankara, unde a fost urmărit de peste o jumătate de milion de persoane.

## Cariera politică
Livaneli a obținut un succes răsunător nu numai în calitate de scriitor, ci și de muzician sau regizor de film. Pe lângă această carieră artistică fulminantă, scriitorul a devenit o personalitate politică importantă în ultimele decenii. Mai mult decât atât, în anul 2002, Livaneli este ales in calitate de parlamentar. În prezent acesta este membru independent al Parlamentului din Istanbul.
Fiind unul dintre cei mai fervenți promotori ai parteneriatului greco-turc înființează în anul 1986 Comitetul Greco-Turc de Prietenie, alături de compozitorul grec Mikis Theodorakis.
În anul 1995 Livaneli este desemnat de către UNESCO drept ambasador al bunăvoinței, titlu care i se acordă în vederea recunoașterii contribuției sale la menținerea păcii mondiale. Acesta se ocupă și în prezent de derularea unor programe menite să mențină pacea mondială și care să promoveze cultura la nivel mondial.
Livaneli și-a construit și o remarcabilă carieră în jurnalism, acesta publicând editoriale pentru numeroase cotidiene turcești începând cu anul 1989.

## Cărți
- Kardeșimin Hikayesi (2013)
- Edebiyat Mutluluktur (2012)
- Serenad (2011)
- Sanat Uzun Hayat Kısa (2010)
- Son Ada(2008)
- Sevdalım Hayat
- Leyla'nın Evi
- Gorbaçov´la Devrim Üstüne Konușmalar
- Mutluluk (roman)
- Bir Kedi, Bir Adam, Bir Ölüm
- Livaneli Besteleri
- Engereğin Gözündeki Kamașma
- Sosyalizm Öldü Mü?
- Diktatör ile Palyaço
- Türkiye Orta Zekalılar Cenneti
- Sis
- Dünya Değișirken
- Geçmișten Geleceğe Türküler
- Arafat´ta Bir Çocuk